# 域上的代数
體上的代數（algebra over a field）或體代數，一般可簡稱為代數，是在向量空間的基礎上定義了一個雙線性的乘法運算而構成的代數結構。根據此乘法是否具有結合律，可以進一步地分成結合代數以及非結合代數兩類。如果乘法單位元包含在此代數裡，則稱為單位代數。
若沒有特別指明，通常假設此代數為結合代數。而在一些代數幾何的討論框架下，會假設此代數是、單位結合且交換。在更一般的情況下，會討論將向量空間換成環所形成的代數，稱為環上的代數（algebra over a ring）。
需要注意的是這裡的雙線性乘法運算跟向量空間上的雙線性形式是不一樣的。具體而言，雙線性乘法運算是一個在向量空間裡的向量，而雙線性形式所給出的是在體K上的純量。

## 定義

### 例子
| 代數           | 向量空間                                 | 雙線性乘法                                                            | 結合律 | 交換律 |
| -------------- | ---------------------------------------- | --------------------------------------------------------------------- | ------ | ------ |
| 複數           | {\displaystyle \mathbb {R} ^{2}}         | 複數裡的乘法 {\displaystyle \left(a+ib\right)\cdot \left(c+id\right)} | 有     | 有     |
| 三圍向量的外積 | {\displaystyle \mathbb {R} ^{3}}         | 外積 {\displaystyle {\vec {a}}\times {\vec {b}}}                      | 無     | 無     |
| 四元數s        | {\displaystyle \mathbb {R} ^{4}}         | Hamilton product {\displaystyle (a+{\vec {v}})(b+{\vec {w}})}         | 有     | 無     |
| 多項式         | {\displaystyle \mathbb {R} [X]}          | 多項式乘法                                                            | 有     | 有     |
| 方塊矩陣       | {\displaystyle \mathbb {R} ^{n\times n}} | 矩陣乘法                                                              | 有     | 無     |

### 定義
令K為一個體, A為 K上的向量空間，且有二元乘法，記為 {\displaystyle \cdot :A\times A\to A\ ;\ (x,y)\mapsto A} 則A 是一個K-代數（K-algebra）如果滿足以下幾點：
對於所有 A中的向量 x, y, z ，所有K中的純量 a,b，有
- 右分配律：(x + y) · z = x · z + y · z
- 左分配律：z · (x + y) = z · x + z · y
- 與純量相容：(ax) · (by) = (ab) (x · y)

此時的K稱為A的基體（base field）。此外，當A有交換律時，左分配律等價於右分配律。

## 基本概念

### 代數上的同態
給定 K-代數 A 以及 B,兩個 K-algebras 上的同態（ K-algebra homomorphism）是一個K-線性映射 f: A → B 使得對於所有  A 中的 x, y ，都有 f(xy) = f(x) f(y)。若 A 、B 都是單位代數，則滿足f(1A) = 1B 的同態稱為單位同態（unital homomorphism）。所有K-algebras 上的同態所構成的空間通常寫成：
{\displaystyle \mathbf {Hom} _{K{\text{-alg}}}(A,B).}
K-algebras 上的同構（ K-algebra isomorphism）是雙射的K-algebras 上的同態。

### 子代數
一個K-代數的子代數是一個線性子空間，且具有乘法封閉性（任何兩個元素的乘積仍然在這個子空間內）。換句話說，代數的一個子代數是一個在加法、乘法和純量乘法下閉合的非空子集。
形式上，給定 K-代數 A ，{\displaystyle L\subseteq A} 為一子集，且滿足以下條件
{\displaystyle \forall x,y\in L\ ,\ \forall c\in K\quad x\cdot y,\ y\cdot x,\ cx\in L}，則稱L 是一個子代數。一個例子是考慮 {\displaystyle \mathbb {C} =\mathbb {R} ^{2}}，則{\displaystyle \mathbb {R} }形成一個子代數。

### 理想
一個 K 代數的左理想是一個線性子空間，滿足以下性質：子空間中的任何元素與代數中的任何元素在左側相乘後仍在這個子空間內（左乘的封閉性）。用符號來表示， K-代數 A 的一個子集 L 是一個左理想，如果對於 L 中的所有元素 x 和 y，代數 A 中的元素 z 和 K 中的純量 c，滿足以下三點：
1. x+y 在 L 中（L 在加法下閉合），
2. cx 在 L 中（L 在純量乘法下閉合），
3. z⋅x 在 L 中（L 在左乘任意元素下閉合）。

若將（3）替換為 x⋅z 在 L 中，則得到右理想。雙邊理想是同時是左理想和右理想的子集。理想這個術語通常指雙邊理想，而當代數是交換代數時，左理想、右理想、雙邊理想三者等價。條件（1）和（2）一起等價於 L 是 A 的線性子空間。根據條件（3），每個左理想或右理想都是子代數。這個定義與環的理想的定義不同，因為在這裡我們要求條件（2），包含了額外的純量。當然，如果代數是帶單位元的，則條件（3）蘊含條件（2）。

### 純量體的體擴張
假設現在有一個體擴張F/K，意即有一個較大的體F ，其中包含著K，則對於一個向量空間V，透過張量積可以自然的構造{\displaystyle V_{F}:=V\otimes _{K}F}，其中{\displaystyle V_{F}}是F上的向量空間。對於一個K-代數 A ，同樣可以構造出{\displaystyle A_{F}=A\otimes _{K}F}，其中{\displaystyle A_{F}}是一個F上的代數。

## 分類及例子

### 單位代數
若存在單位元I 使得對於所有x，都有Ix = x = xI，則稱此代數為單位代數(unital /unitary)。

### 零代數
給定一個代數A，若對所有u, v ，皆有uv = 0，則稱此代數為零代數(zero algebra)。需要注意的是此陳述不保證A只有一個元素。透過此定義可以得到零代數不含單位元、且有結合律、交換律。

### 結合代數
為有結合律的代數。以下給出幾個例子:
- 所有 n×n 矩陣在體（或交換環）K 上的代數，其中的乘法是矩陣乘法。
- 群代數，其中的群被視為向量空間的基底，而乘法則是透過群乘法的擴張所定義。
- 多項式交換代數 K[x]，即所有在 K 上的多項式（見多項式環）。
- 函數代數，例如在區間 [0,1] 上定義的所有實連續函數的 R-代數，或者在複平面中某個固定開集上定義的所有全純函數的 C-代數。
- 依附代數（Incidence algebras），構建於某些偏序集上。
- 線性算子代數，例如在希爾伯特空間上的線性算子代數。這裡的代數乘法是由算子的合成(composition)給出的。這些代數也帶有拓撲結構；其中許多定義在巴拿赫空間上，為巴拿赫代數。若給定一個共軛操作，我們就得到了 B∗-代數和 C∗-代數。

## 註解
1. ↑  See also Hazewinkel, Gubareni & Kirichenko 2004，第3 Proposition 1.1.1頁
2. ↑  Prolla, João B. . . Elsevier. 2011: 65 [1977]. ISBN 978-0-08-087136-3.